# King’s Quest: Quest for the Crown
King’s Quest: Quest for the Crown — приключенческая игра 1984 года, первоначально изданная на IBM PC. История и общий дизайн игры был разработан Робертой Уильямс. Поначалу игра называлась просто King’s Quest. Подзаголовок Quest for the Crown был добавлен к ней позже.
Игра пережила по крайней мере восемь переизданий, некоторые из которых существенно меняли графическое представление игры и звуковое сопровождение. Нередко перемены касались изменений в игровом процессе, а история дополнялась новыми деталями.
King’s Quest является первым квестом с анимированной цветной графикой. Игра сформировала жанр приключенческих игр. Большинство популярных квестов созданных после King’s Quest повторяли базовые принципы жанра заложенные именно в этой игре. Достаточно сказать, что именно эта игра послужила отправной точкой для создания таких знаменитых серий приключенческих игр как Space Quest и Police Quest, а эта тройка серий дала название (квест) всему жанру.

## Сюжет
Сюжет игры отличался по мере выхода более поздних улучшенных версий игры.
В оригинальной версии для PCjr сюжет был достаточно простым. Королевство Дэвентри страдает от различных напастей и невзгод. Король Эдвард призывает смелого рыцаря сэра Грэхема и сообщает ему, что он слышал о трёх легендарных сокровищах, спрятанных в землях королевства. Будучи найденными, эти сокровища положат конец страданиям Дэвентри. А если сэр Грэхем найдет эти сокровища, то он станет королём. Игрок, выступая в роли рыцаря, начинает поиски.
Начиная с четвёртого издания для IBM PC и Apple II 1984 года сюжет был значительно расширен. В королевстве Дэвентри начались несчастья, сразу после того, как были украдены магические предметы. Когда-то король Эдвард Благородный спас красивую юную принцессу Далию Камберлендскую и решил жениться на ней, однако в ночь перед свадьбой обнаружилось, что принцесса на самом деле является злой ведьмой. Она крадёт магические предметы. Умирающий король Эдвард отправляет смелого рыцаря сэра Грэхема в Камберленд разобраться с ведьмой и вернуть три похищенных сокровища. Не имея наследника, король Эдвард пообещал, что в случае успеха сэр Грэхем станет следующим королём.

## Разработка

Версия для IBM PC (1984)

В конце 1982 года компания IBM начала разработку PCjr, бюджетного варианта IBM PC, обладающего рядом усовершенствований. IBM подрядила Sierra выпустить игру, которая сможет продемонстрировать все преимущества новой системы. IBM как заказчик вложила в разработку проекта 850 тысяч долларов. Целью проекта должна была стать сложная и реиграбельная приключенческая игра.
Команду из шести программистов возглавила Роберта Уильямс, выступавшая также в роли дизайнера и сценариста. Разработка заняла 18 месяцев. Проект был достаточно сложен, чтобы писать его на чистом ассемблере, поэтому Sierra сначала разработала игровой движок, который должен был значительно упростить дальнейшее создание игры. Впоследствии этот движок получил название Adventure Game Interpreter и использовался для создания 14 игр.
PCjr был представлен в 1984 году, однако его продажи шли недостаточно хорошо, как и King’s Quest. В итоге продажи платформы, ставшей очередной финансовой неудачей IBM, были свёрнуты в 1985 году.
Для Sierra On-Line ситуацию спасло то, что King’s Quest благодаря использованию AGI обладал потенциалом портирования на другие платформы. В 1984 году были выпущены порты для клона Tandy 1000, стандартных IBM PC и Apple II. Именно благодаря растущей популярности Tandy 1000 игра добилась успеха — было продано свыше полумиллиона копий игры.
В 1987 году вышло переиздание с обновленным движком AGI V2, которое одновременно было портировано на Amiga и Atari ST, а позднее — на Sega Master System. В 1990 году вышел ремейк игры с поддержкой режима VGA на новом движке SCI.

## Версии и издания
Игра имеет богатую историю переизданий, которые условно можно разделить на следующие категории:
- Оригинальная версия (1984, IBM PCjr) — выпускалась в качестве продукта для демонстрации возможностей платформы PCjr.
- Переработанная версия (1984, Tandy 1000, IBM PC, Apple IIe, Apple IIc) — переработанное издание с расширенным сюжетом.
- Переиздание (1987, DOS, Apple IIGS) — использование движка AGI V2, поддержка режимов EGA и HGC (DOS), улучшенная графика и звук (Apple IIGS).
- Порт на Sega Master System (1989) — игра была полностью переработана.
- Ремейк (1990, PC, Amiga) — портирование на движок SCI, игра была полностью переработана.

### Sega Master System
Для издания на Sega Master System был создан собственный движок, который поддерживал графический интерфейс управления point-and-click. Порт немного отличается от оригинального издания в деталях — немного изменены некоторые головоломки, появились дополнительные предметы и способы умереть. Игра является нелинейной — три задания по поиску сокровищ можно выполнять в произвольном порядке. Для сохранения и восстановления игрового процесса используется система паролей.

### SCI-ремейк
Ремейк на движке SCI получил расширенное название — King’s Quest I: Quest for the Crown как первая часть игровой серии King's Quest. Ремейк был выпущен примерно в то же время, что и King’s Quest IV, первой игры на SCI. Графика была по-прежнему 16-битной, однако разрешение экрана было увеличено вдвое. Дополнительно к этому появилась поддержка звуковых карт.
Ремейк значительно расширил сюжет игры, в ней появились кат-сцены, объясняющие повествование. Были расширены диалоги персонажей, появились и новые персонажи. Некоторые головоломки были изменены или вовсе удалены, некоторые предметы были перенесены в другие локации. Благодаря поддержке звуковых карт появилось полноценное музыкальное сопровождение.